# Ulrike Leopold-Wildburger
Ulrike Leopold-Wildburger (* 23. Juni 1949 in Graz) ist eine österreichische Wirtschaftsmathematikerin.

## Leben
Nach der Matura 1967 studierte Leopold-Wildburger Mathematik, Philosophie und Logik u. a. bei Rudolf Haller und Edgar Morscher an der Universität Graz und bei Dagfinn Føllesdal an der Universität Oslo. Sie erwarb einen Master of Science (1971) und einen Master of Philosophy (1972). 1975 wurde sie an der Universität Graz zum Dr. phil. (summa cum laude) promoviert. Im selben Jahr belegte sie mit Unterstützung des British Council das Young Research Workers Interchange Scheme der Swansea University. 1978 verbrachte sie am Institut für Höhere Studien in Wien. 1982 habilitierte sie sich in Operations Research und Wirtschaftsmathematik. Zudem wurde sie durch Wolfgang Eichhorn, Reinhard Selten und John Harsanyi beeinflusst.
Von 1972 bis 1983 war sie wissenschaftliche Mitarbeiterin an der Universität Graz. 1983 wurde sie außerordentliche Professorin. Sie übernahm in der Folge Professuren an der Universität Klagenfurt, der Universität Zürich und der University of Minnesota (auf Einladung von John Chipman und Leonid Hurwicz). 1992 wurde sie ordentliche Professorin in Graz. Sie war u. a. Studiendekanin. Bis zu ihrem Ruhestand leitete sie das Grazer Institut für Statistik und Operations Research.
Leopold-Wildburger war Gastprofessorin an zahlreichen Universitäten. Sie ist Mitglied wissenschaftlicher Vereinigungen wie Verein für Socialpolitik (Vorsitzende des Sozialwissenschaftlichen Ausschusses, 2003–2005), Österreichische Gesellschaft für Operations Research (Ehrenmitglied 2011) und Gesellschaft für Operations Research.
Sie erhielt am 22. Juni 2010 das Ehrenkreuz für Wissenschaft und Kunst I. Klasse der Republik Österreich vom Bundespräsidenten, der bei der feierlichen Verleihung in der Grazer Burg durch Landeshauptmann Franz Voves vertreten wurde.
Am 21. Mai 2010 gab es eine weitere Auszeichnung für die Wirtschaftswissenschafterin und Leiterin des Instituts für Statistik und Operations Research an der Uni Graz: Fields-Medaillen-Träger Prof. Dr. Dr. h.c. mult. George Leitmann von der University of California at Berkley überreichte Leopold-Wildburger den Research Platinum Award C3 – Center for the Advanced Study of Algorithms, Las Vegas, & Competence Centers for Operations Research, Munich & Center of Network Innovation and Experimentation, Monterey.
Leopold-Wildburger war Vizepräsidentin des ehemaligen Internationalen Instituts für Liberale Politik Wien (IILP).
Sie ist u. a. Editor-in-Chief des Central European Journal of Operations Research.

## Auszeichnungen
- 2006: Woman of the Year
- 2007: Computing Anticipatory System Best Paper Award
- 2008: Großer Wissenschaftspreis des Landes Steiermark
- 2010: Ehrenkreuz für Wissenschaft und Kunst I. Klasse
- 2010: Research Award C3: Platinum Award
- 2011: Mitglied der Academia Europaea[1]
- 2012: Modelling and Simulation of Emergency Rooms Best Paper Award

## Schriften (Auswahl)

### Als Autor
- Gleichgewichtsauswahl in einem Verhandlungsspiel mit Opportunitätskosten (= Wirtschaftstheoretische Entscheidungsforschung. Band 7). Pfeffer, Bielefeld 1982, ISBN 3-88024-107-4 (Zugleich Habilschrift 1981, Univ. Graz, DNB 820427233).
- Mit Gerald A. Heuer: Balanced Silverman games on general discrete sets (= Lecture Notes in Economics and Mathematical Systems. Band 365). Springer, Berlin u. a. 1991, ISBN 3-540-54372-4.
- Mit Otwin Becker: Some new Lotka–Volterra-experiments. In: Operations Research Proceedings 1995. 1996, S. 482–486.
- Mit Gerald A. Heuer: Silverman's game. A special class of two-person Zero-Sum games (= Lecture notes in economics and mathematical systems. Band 424). Springer, Berlin u. a. 1995, ISBN 3-540-59232-6.
- Mit Otwin Becker: The Bounds and Likelihood-Procedure – A Simulation Study concerning the Efficiency of Visual Forecasting Techniques. In: Central European Journal of Operations Research and Economics. Band 4, Nr. 2/3, 1996, S. 223–229.
- Mit Otwin Becker: Erwartungsbildung und Prognose – Ergebnisse einer experimentellen Studie. In: Austrian Journal of Statistics. Band 29, 2002, S. 7–16.
- Mit Otwin Becker, Tanja Feit, Vera Hofer, Susanne Lind-Braucher, Jörg Schütze, Reinhard Selten: The Management Game SINTO-Market — Report on Some Recent Experiments. In: Operations Research Proceedings 2002. 2003, S. 453–458.
- Mit Otwin Becker, Jörg Schütze: Some new Lotka–Volterra experiments. In: Central European Journal of Operations Research and Economics. Band 12, 2002, S. 187–196.
- Mit Otwin Becker, Johannes Leitner, Jörg Hermann Schütze: Bounds & Likelihood Procedure Revisited. In: Operations Research Proceedings 2002. 2003, S. 439–464.
- Mit Otwin Becker, Johannes Leitner: Modelling Judgmental Forecasts under Tabular and Graphical Data Presentation Formats. In: Ulrich Schmidt, Stefan Traub (Hrsg.): Advances in Public Economics: Utility, Choice and Welfare – A Festschrift for Christian Seidl (= Theory and Decision Library C. Band 38). Springer-Verlag, New York 2005, ISBN 978-0-387-25705-1, S. 255–266, doi:10.1007/0-387-25706-3_15.
- Mit Otwin Becker, Tanja Feit, Vera Hofer, Jörg Schütze, Reinhard Selten: Das Marketingspiel SINTO und seine Vorzüge als Unternehmensplanspiel. In: Sem|Radar: Zeitschrift für Systemdenken und Entscheidungsfindung im Management. Band 4, Nr. 1, 2005, S. 3–18.
- Mit Otwin Becker, Tanja Feit, Vera Hofer, Robin Pope, Reinhard Selten: Männer schöpfen Märkte besser aus – Empirische Evidenz anhand des Unternehmensplanspiels SINTO-Markt. In: Perspektiven der Wirtschaftspolitik. Band 7, Nr. 4, 2006, S. 445–458, doi:10.1111/1468-2516.00221.
- Mit Robin Pope, Johannes Leitner: The Knowledge Ahead Approach to Risk – Theory and Experimental Evidence (= Lecture Notes in Economics and Mathematical Systems. Band 585). Springer, Berlin/Heidelberg 2007, ISBN 978-3-540-38472-4, doi:10.1007/978-3-540-38474-8.
- Mit Otwin Becker, Tanja Feit, Vera Hofer, Reinhard Selten: Educational effects in an experiment with the management game SINTO-Market. In: Central European Journal of Operations Research and Economics. Band 15, 2007, S. 301–308.
- Mit Otwin Becker, Johannes Leitner: Forecasting Behavior in Instable Environments. In: Operations Research Proceedings 2008. S. 501–506, doi:10.1007/978-3-642-00142-0_81.
- Mit Otwin Becker, Johannes Leitner: Expectation formation and regime switches. In: Experimental Economics. Band 12, 2009, S. 350–364, doi:10.1007/s10683-009-9213-0.
- Mit Jörg Schütze: Verfassen und Vortragen. Wissenschaftliche Arbeiten und Vorträge leicht gemacht. 2. Auflage, Springer, Berlin u. a. 2010, ISBN 978-3-642-13419-7.
- Mit Wolf Gamerith, Werner Steindl: Einführung in die Wirtschaftsmathematik. 5. Auflage, Springer, Berlin u. a. 2010, ISBN 978-3-642-15048-7.
- Mit Otwin Becker: Optimal Dynamic Control of Predator–Prey Models. In: Central European Journal of Operations Research. Band 28, Nr. 2/3, 2020, S. 425–440, doi:10.1007/s10100-019-00656-7.

### Als Herausgeber
- Mit Gustav Feichtinger, Klaus-Peter Kistner: Modelling and decisions in economics. Essays in honor of Franz Ferschl. With 31 tables. Physica-Verlag, Heidelberg u. a. 1999, ISBN 3-7908-1219-6.
- Mit Franz Rendl, Gerhard Wäscher: Selected papers of the International Conference on Operations Research. Klagenfurt, September 2–5, 2002. With 51 tables (= Operations Research Proceedings, 2002). Springer, Berlin u. a. 2003, ISBN 3-540-00387-8.